# Toxophora aegyptiaca
Toxophora aegyptiaca är en tvåvingeart som beskrevs av Efflatoun 1945. Toxophora aegyptiaca ingår i släktet Toxophora och familjen svävflugor. Inga underarter finns listade i Catalogue of Life.